# Egbert Lachaert
Egbert Lachaert (ur. 4 lipca 1977 w Gandawie) – belgijski i flamandzki polityk oraz działacz samorządowy, deputowany, od 2020 do 2023 przewodniczący partii Flamandzcy Liberałowie i Demokraci (Open VLD).

## Życiorys
Z wykształcenia prawnik, absolwent Uniwersytetu Gandawskiego. Podjął praktykę w zawodzie adwokata. Zaangażował się w działalność polityczną w ramach flamandzkich liberałów. Był przewodniczącym związanej ze środowiskami liberałów organizacji studenckiej LVSV (1999–2002). Później stanął na czele liberalnego think tanku Liberales. Został radnym w Merelbeke, a w 2013 członkiem zarządu tej miejscowości. W latach 2013–2014 zasiadał w Parlamencie Flamandzkim.
W 2014 uzyskał mandat deputowanego do federalnej Izby Reprezentantów. Ponownie wszedł w skład tego gremium po wyborach w 2019. Objął stanowisko przewodniczącego klubu poselskiego Open VLD. W maju 2020 zastąpił Gwendolyn Rutten na funkcji przewodniczącego swojego ugrupowania. Z kierowania partią zrezygnował w 2023 w związku ze słabymi notowaniami jego formacji. W 2024 został wybrany do regionalnego parlamentu we Flandrii.